# Dendrocolaptes picumnus
Dendrocolaptes picumnus е вид птица от семейство Furnariidae.

## Разпространение
Видът е разпространен в Аржентина, Боливия, Бразилия, Колумбия, Коста Рика, Еквадор, Френска Гвиана, Гватемала, Гвиана, Хондурас, Мексико, Панама, Парагвай, Перу, Суринам и Венецуела.